# Maria Belgia

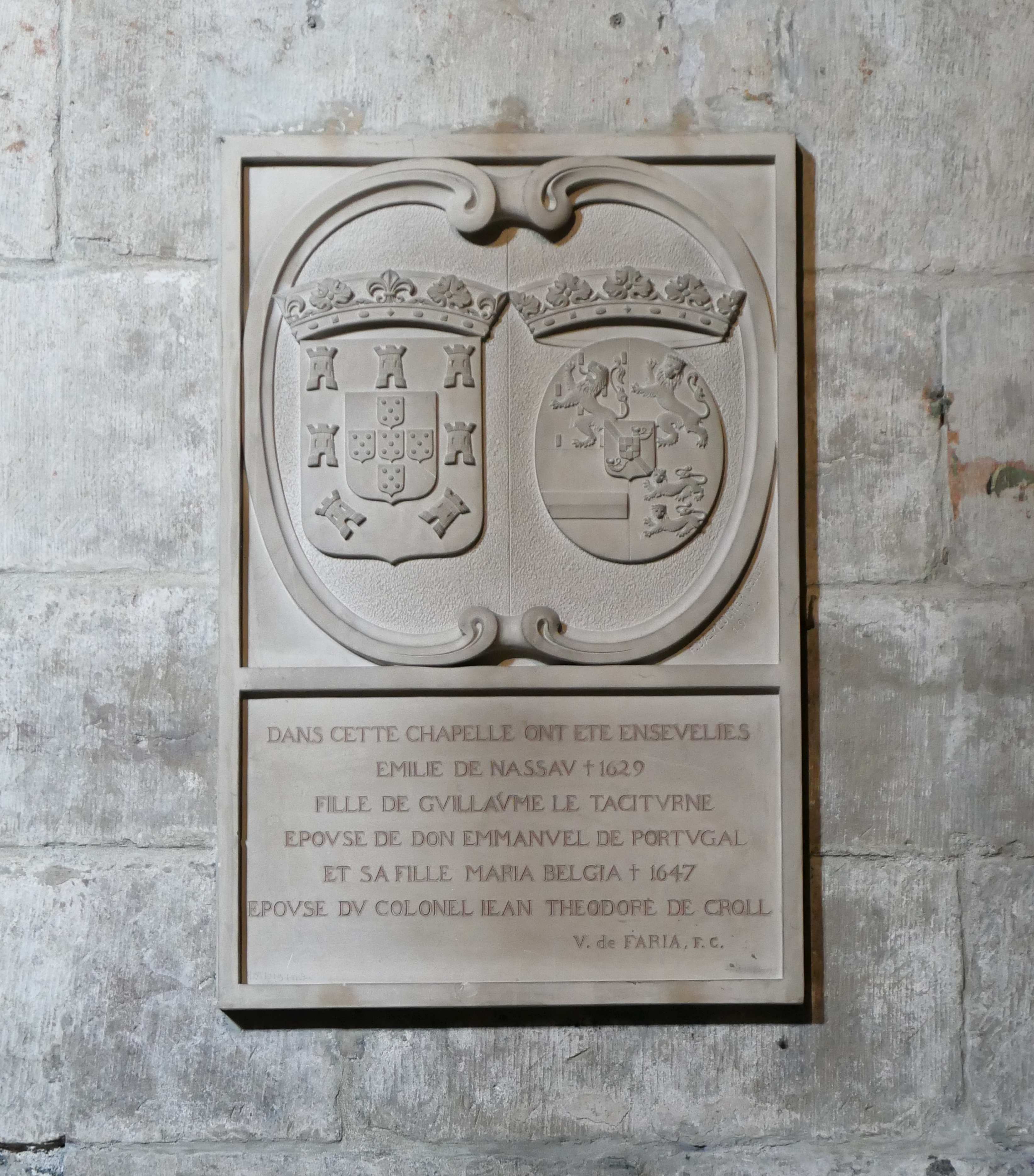
Erinnerungstafel für Emilia Gräfin von Oranien-Nassau und ihre Tochter Maria Belgia von Portugal in der Genfer Kathedrale

Maria Belgia von Portugal (geboren 1599 in Delft; gestorben 29. Juli 1647 in Genf) war eine portugiesische Prinzessin, die wegen ihres protestantischen Glaubens im Genfer Exil lebte und in der Portugalkapelle der dortigen Kathedrale St. Peter beigesetzt wurde. Sie war die Tochter des Manuel von Portugal (1568–1638), der zwar dem Königshaus entstammte, aber außerehelich geboren wurde. Ihre Mutter war Emilia von Oranien-Nassau (1569–1629). 
Im Jahr 1629 heiratete sie den Heidelberger Offizier Jean-Théodore de Croll. Mehrere Töchter Maria Belgias heirateten Adlige aus dem Waadtland. In Vevey und Genf sind Plätze nach ihr benannt.